# Writing's on the Wall
«Writing's on the Wall» – пісня британського виконавця Сема Сміта, що стала заголовною темою фільму "007: Спектр" про Джеймса Бонда. Сингл з'явився в продажу 25 вересня 2015 года. Авторами пісні стали сам Сем Сміт та Джиммі Нейпс; вони також спродюсували пісню разом зі Стівом Фітцморісом і групою Disclosure. Пісня отримала суперечливі оцінки від музичних критиків, особливо при порівнянні з іншими великими темами з «бондіани». Проте, «Writing's on the Wall» стала першою піснею з фільмів про Джеймса Бонда, яка очолила британський хіт-парад UK Singles Chart.

## Інформація про пісню
«Writing's on the Wall» була написана Семом Смітом в співавторстві з Джиммі Нейпсом. За словами співака, дем-версія пісні була записана з першого разу, а на її написання пішло близько півгодини; після прослуховування демо було вирішено залишити вокальну партію, а в готовий сингл додати 
лише деякі поліпшення в музичне аранжування. Інформація про те, що Сем Сміт виконає нову пісню для «бондіани», з'явилася 8 вересня  2015 року; тоді ж він заявив, що участь у записі стала одним з найважливіших моментів в його кар'єрі.

Композиція написана в тональності Фа мінор, темпі 66 ударів в хвилину, вокальний діапазон охоплює дві октави від Ля ♭ до Ре ♭. 

## Позиції в чартах
«Writing's on the Wall» стала першою з головних тем з фільмів про Джеймса Бонда, яка очолила британський хіт-парад UK Singles Chart (раніше найбільшого успіху в хіт-параді досягли пісні Аделі «Skyfall» і «Вид на вбивство» групи Duran Duran - обидві піднялися на друге місце).